# Telsonemasomatidae
Telsonemasomatidae é uma família de milípedes pertencente à ordem Julida.
Género:
- Telsonemasoma Enghoff, 1979